# Estación de Aldea del Cano
Aldea del Cano es una estación de ferrocarril situada en el municipio español de Cáceres, en la provincia de Cáceres (Extremadura), aunque presta servicio a la vecina localidad de Aldea del Cano. En la actualidad las instalaciones no cuentan con servicios ferroviarios de pasajeros.

## Situación ferroviaria
Las instalaciones ferroviarias se encuentran situadas en el punto kilométrico 43,9 de la línea férrea de ancho ibérico Aljucén-Cáceres. El tramo es de vía única y sin electrificar.

## Historia
En 1884 se inauguró la línea Aljucén-Cáceres, cuyas obras habían sido emprendidas por la compañía MZA tras haberse hecho esta con la concesión del Estado para su construcción. Este se trataba de un ramal de la línea Ciudad Real-Badajoz. El trazado incluía varias estaciones de ferrocarril, como la de Aldea de Cano, abiertas al servicio al mismo tiempo que la línea. En 1941, tras la nacionalización de la red ferroviaria de ancho ibérico, las instalaciones pasaron a integrarse en la recién creada RENFE. Desde el 1 de enero de 2005, tras la extinción de RENFE, el ente Adif es el titular de las instalaciones ferroviarias. 